# Stenoporpia
Stenoporpia är ett släkte av fjärilar. Stenoporpia ingår i familjen mätare.

## Dottertaxa tillStenoporpia, i alfabetisk ordning[1]
- Stenoporpia albescens
- Stenoporpia anastomosaria
- Stenoporpia anellula
- Stenoporpia asymmetra
- Stenoporpia badia
- Stenoporpia blanchardi
- Stenoporpia blattifera
- Stenoporpia bulbosa
- Stenoporpia campa
- Stenoporpia coolidgearia
- Stenoporpia cuneata
- Stenoporpia dejecta
- Stenoporpia dionaria
- Stenoporpia dissonaria
- Stenoporpia elena
- Stenoporpia excelsaria
- Stenoporpia excelsarium
- Stenoporpia farina
- Stenoporpia glaucomarginaria
- Stenoporpia graciella
- Stenoporpia insipidaria
- Stenoporpia jemesata
- Stenoporpia jemezata
- Stenoporpia larga
- Stenoporpia lea
- Stenoporpia lita
- Stenoporpia margueritae
- Stenoporpia mcdunnoughi
- Stenoporpia mediatra
- Stenoporpia noctiluca
- Stenoporpia pampinaria
- Stenoporpia polygrammaria
- Stenoporpia pulchella
- Stenoporpia pullata
- Stenoporpia pulmonaria
- Stenoporpia purpuraria
- Stenoporpia regula
- Stenoporpia satisfacta
- Stenoporpia separataria
- Stenoporpia serica
- Stenoporpia umbraria
- Stenoporpia variana
- Stenoporpia vernalella
- Stenoporpia vernata
- Stenoporpia vicaria